# ドディ・ルケバキオ
ドディ・ルケバキオ・ヌガンドリ（Dodi Lukebakio Ngandoli, 1997年9月24日 - ）は、ベルギー・フラームス＝ブラバント州アッセ出身のサッカー選手。セビージャFC所属。ベルギー代表。ポジションはFW。

## クラブ経歴
2015年10月25日、クラブ・ブルッヘ戦で後半34分にユーリ・ティーレマンスとの交代でプロデビュー。
2018年1月30日、プレミアリーグのワトフォードFCに4年半契約で移籍。2月20日のウェストハム・ユナイテッドFC戦でリーグデビュー。
翌2018-19シーズンは出場機会を求め、フォルトゥナ・デュッセルドルフに1年間の期限付き移籍をした。買い取りオプションは付随していない。2018年11月24日に行われたバイエルン・ミュンヘン戦ではハットトリックを記録している。
2019年8月1日、ヘルタ・ベルリンと長期契約を締結したことが発表された。
2021年8月30日、VfLヴォルフスブルクへの1年間のローン移籍が発表された。
2023年8月24日、セビージャFCと5年契約を締結した事が発表された。

## 代表経歴
2016年10月4日、コンゴ民主共和国代表としてケニア代表との親善試合で代表初出場。
その後、U-21ベルギー代表に招集され、2020年11月11日にスイス代表との親善試合でベルギー代表として代表初出場。